# Maten (län)

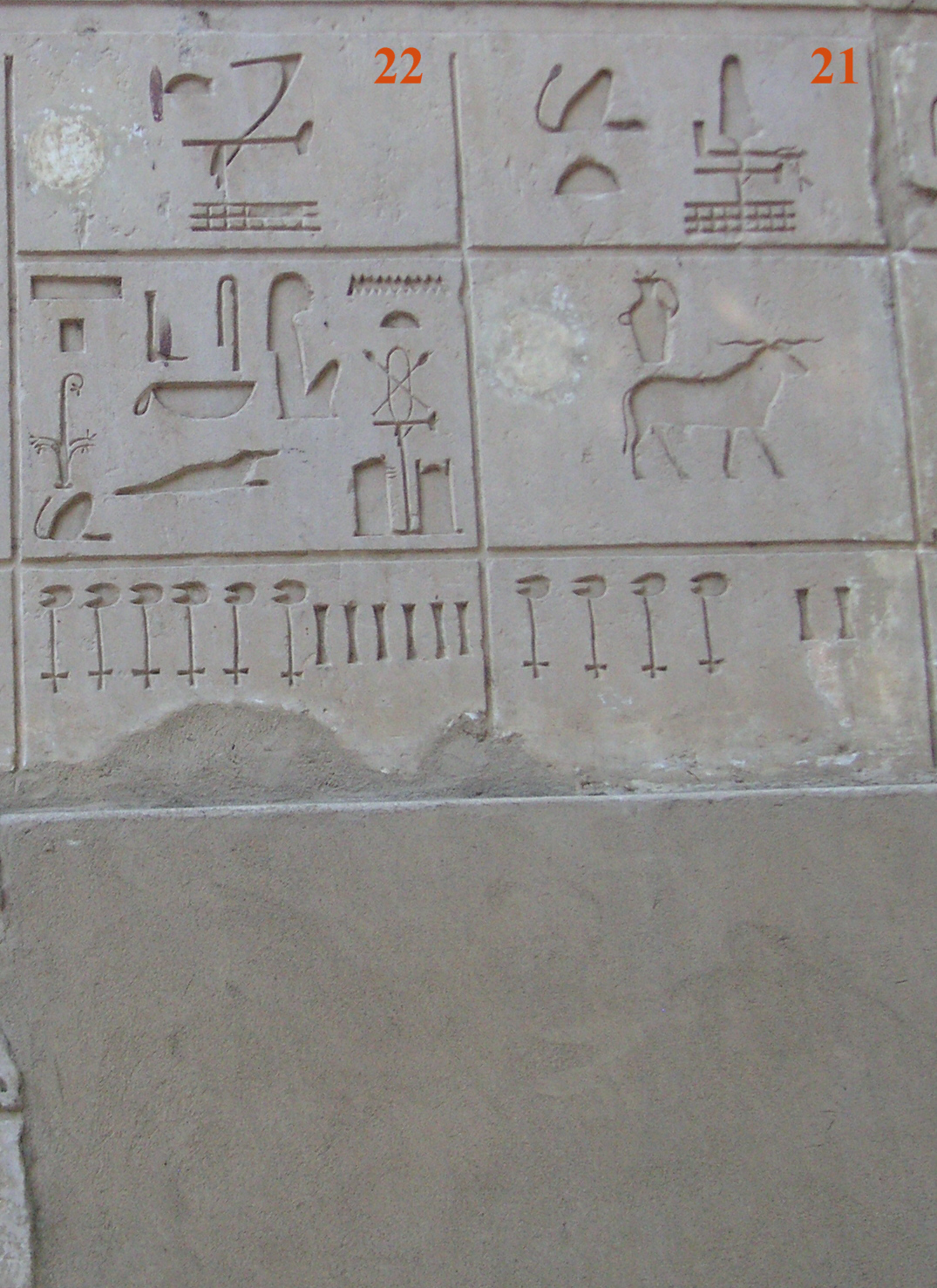
Maten, län 22 på "Vita kapellets" vägg i Karnak.

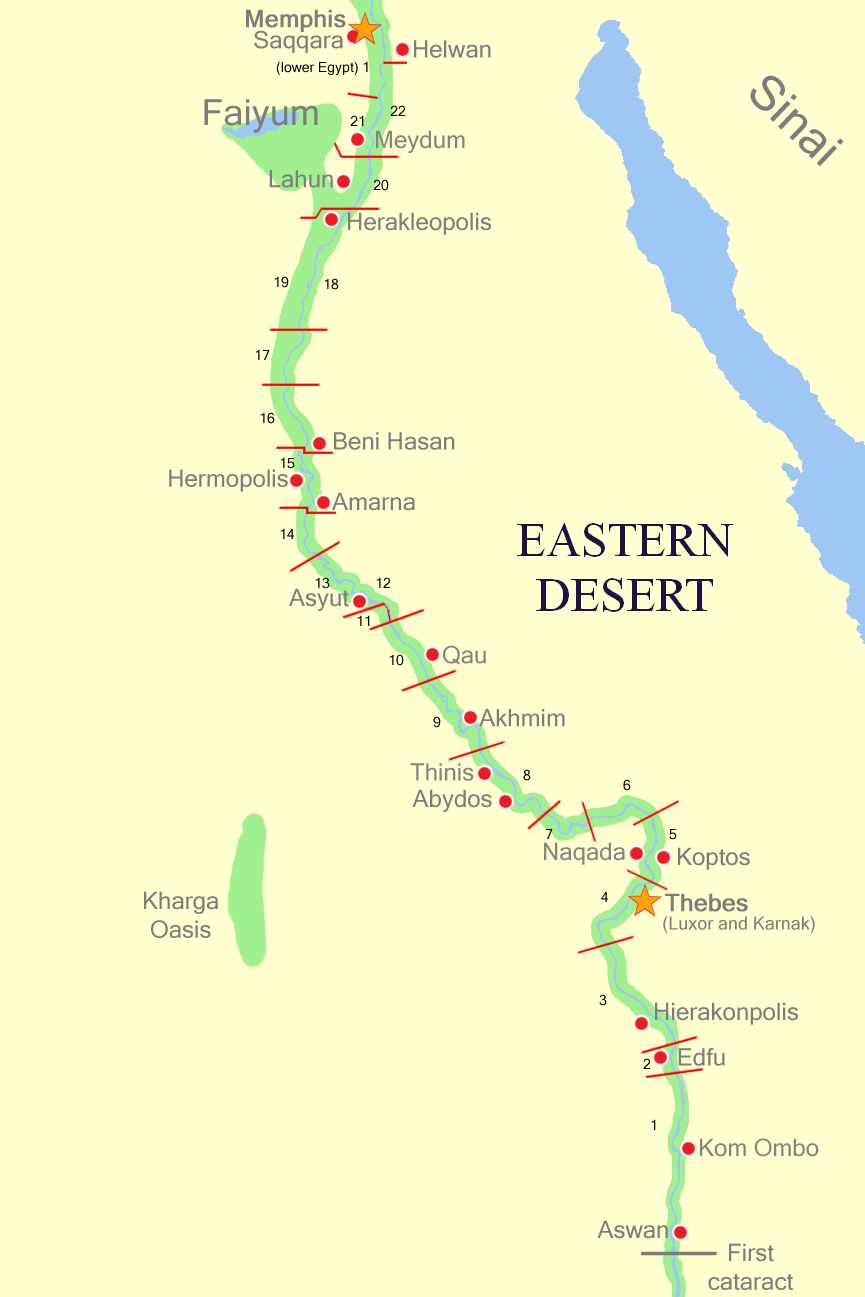
Lägeskarta över nomoi i Övre Egypten.

Maten ("Kniven", även Wadt) var ett av de 42 nomoi (länen) i Forntida Egypten.
| T31 · R12 · N24 |

Maten med hieroglyfer

## Geografi
Maten var ett av de 22 nomoi i Övre Egypten och hade nummer 22.
Länets yta var cirka 6 cha-ta (cirka 15,0 hektar, 1 cha-ta motsvarar 2,75 ha) med en längd om cirka 6 iteru (cirka 62 km, 1 iteru motsvarar 10,5 km).
Niwt (huvudorten) var Tepihu/Aphroditopolis (dagens Atfih) och även Fayoum tillhörde länet av och till.

## Historia
Varje län styrdes av en nomark som officiellt lydde direkt under faraon.
Varje Niwt hade ett Het net (tempel) tillägnad områdets skyddsgud och ett Heqa het (nomarkens residens).
Länets skyddsgud var Neith och bland övriga gudar dyrkades främst Hathor, Medenit och Sebek.
Idag ingår området i guvernementet Giza.